# هوی نیوتون
 هوی نیوتون (انگلیسی: Huey P. Newton؛ ۱۷ فوریهٔ ۱۹۴۲ – ۲۲ اوت ۱۹۸۹) فعال حقوق مدنی و سیاسی آفریقایی تبار در آمریکا بود که در سال ۱۹۶۶ حزب پلنگ سیاه را پایه گذاری کرد. هنگامی که نیوتن به جرم تیراندازی مرگبار به یک افسر پلیس محکوم شد، شعار "Huey Free" در تظاهرات اعتراضی در سراسر کشور ظاهر شد. وی پس از دو جلسه دادگاه با رای هیئت منصفه آزاد شد.
نیوتون از مدافعان خودمختاری فلسطین و از حامیان دولت های کمونیستی در سراسر جهان بود. نقل قول مشهوری از او وجود دارد که "قدرت سیاسی از لوله اسلحه حاصل می‌شود." او در سال ۱۹۸۹ توسط یکی از اعضای باند تبه‌کار گوریلاهای سیاه در اوکلند، کالیفرنیا ترور شد. تایرون رابینسون به قتل اعتراف کرد و چنین برداشت شد که این قتل مربوط به بدهی قابل توجه نیوتون ناشی از اعتیاد به کوکائین بوده است.